# Башево
Ба̀шево е село в Южна България, община Ардино, област Кърджали.

## География
| Население по години | Население по години |
| ------------------- | ------------------- |
| 1975 г.             | 698 души            |
| 1985 г.             | 649 души            |
| 1992 г.             | 390 души            |
| 2001 г.             | 179 души            |
| 2011 г.             | 131 души            |
| 2019 г.             | 212 души            |

Село Башево се намира в източната част на Западните Родопи, на 5 – 6 км западно от границата им  с Източните Родопи, на около 24 km западно от Кърджали и 9 km северно от Ардино. Разположено е на планински склон с раздвижен релеф и преобладаващ наклон на запад. Надморската височина пред сградата на кметството в селото е около 722 м.

## История
Село Башево е създадено през 1968 г. чрез отделяне от село Горно Прахово на махалата Башево (Бююк халар).

## Обществени институции
Село Башево към 2020 г. е център на кметство Башево.
Молитвеният дом в селото е джамия. 

## Население
Преброяване на населението през 2011 г.
Численост и дял на етническите групи според преброяването на населението през 2011 г.:
|                     | Численост | Дял (в %) |
| Общо                | 131       | 100,00    |
| Българи             | 0         | 0,00      |
| Турци               | 129       | 98 47     |
| Цигани              | 0         | 0,00      |
| Други               | 0         | 0,00      |
| Не се самоопределят | 0         | 0,00      |
| Неотговорили        | 0         | 0,00      |

## Религия
Жителите на село Башево са мюсюлмани – сунити

## Културни и природни забележителности
В близост до селото се намира крепостта Кривус, разположена над меандрите на река Арда.

## Редовни събития
Всяка година през втората седмица на август се провежда събор в селото, съпроводен от молебен за дъжд и курбан.